# Onthophagus albipennis
Onthophagus albipennis är en skalbaggsart som beskrevs av Louis Albert Péringuey 1908. Onthophagus albipennis ingår i släktet Onthophagus och familjen bladhorningar. Inga underarter finns listade i Catalogue of Life.